# België op de Olympische Winterspelen 1984
Tijdens de Olympische Winterspelen van 1984 die in Sarajevo werden gehouden nam België voor de twaalfde keer deel.
België werd op de veertiende editie vertegenwoordigd door twee mannen en twee vrouwen die deel namen in het alpineskiën en kunstrijden.
De Belgische equipe behaalde deze editie geen medaille op de Winterspelen. België kwam derhalve niet voor in het medailleklassement.
Alpineskiër Henri Mollin nam, na zijn deelname in 1980, voor de tweede maal deel aan de Winterspelen.
Kunstschaatser Katrien Pauwels en alpineskiester Michèle Dombard waren de vrouwen die voor België aan de Winterspelen deelnamen, de negende en tiende vrouw tot nu toe, de kunstrijdsters Géraldine Herbos (1920, 1924), Josy van Leberghe (1928), Yvonne de Ligne (1932, 1936), Liselotte Landbeck (1936), Louise Contamine (1936), Micheline Lannoy (1948), alpineskiester Patricia Du Roy de Blicquy (1964) en schaatsster Linda Rombouts (1976) waren hun voorgegaan.

## Deelnemers en resultaten

### Alpineskiën
| Olympiër (deelname)  | Discipline       | Resultaat | Prestatie                                               |
| -------------------- | ---------------- | --------- | ------------------------------------------------------- |
| Pierre Couquelet (1) | afdaling (m)     | 40e       | 1.52,40 (+ 6,81)                                        |
| Pierre Couquelet (1) | reuzenslalom (m) | 35e       | run 1: 1.28,71 run 2: 1.29,88 totaal: 2.58,59 (+ 17,41) |
| Pierre Couquelet (1) | slalom (m)       | DNF-1     | run 1: opgave                                           |
| Henri Mollin (2)     | afdaling (m)     | 46e       | 1.55,72 (+ 10,13)                                       |
| Henri Mollin (2)     | reuzenslalom (m) | DNF-1     | run 1: opgave                                           |
| Henri Mollin (2)     | slalom (m)       | DNF-2     | run 1: run 2: opgave                                    |
|                      |                  |           |                                                         |
| Michèle Dombard (1)  | afdaling (v)     | 27e       | 1.18,92 (+ 5,56)                                        |
| Michèle Dombard (1)  | reuzenslalom (v) | 37e       | run 1: 1.15,85 run 2: 1.18,94 totaal: 2.34,79 (+ 13,81) |

### Kunstrijden
| Olympiër (deelname) | Discipline | Resultaat | Prestatie |
| ------------------- | ---------- | --------- | --- |
| Katrien Pauwels     | vrouwen    | 16e       | verplichte figuren: 14e met 8,4 punten korte kür: 16e met 6,4 punten lange kür: 18e met 18,0 punten totaal: 32,8 punten |

Andorra · Argentinië · Australië · België · Bolivia · Bondsrepubliek Duitsland · Britse Maagdeneilanden · Bulgarije · Canada · Chili · China · Chinees Taipei · Costa Rica · Cyprus · Duitse Democratische Republiek · Egypte · Finland · Frankrijk · Griekenland · Groot-Brittannië · Hongarije · IJsland · Italië · Japan · Joegoslavië · Libanon · Liechtenstein · Marokko · Mexico · Monaco · Mongolië · Nederland · Nieuw-Zeeland · Noord-Korea · Noorwegen · Oostenrijk · Polen · Puerto Rico · Roemenië · San Marino · Senegal · Sovjet-Unie · Spanje · Tsjecho-Slowakije · Turkije · Verenigde Staten · Zuid-Korea · Zweden · Zwitserland